# Hispanocader
Hispanocader – wymarły rodzaj pluskwiaków z podrzędu różnoskrzydłych, jedyny z monotypowej rodziny Hispanocaderidae, obejmujący tylko jeden znany gatunek: H. lisae.

## Taksonomia
Rodzaj i gatunek typowy opisane zostały po raz pierwszy w 2012 roku przez paleontologów Wiktora Gołuba, Jurija Popowa i Antonia Arillo na łamach „Zootaxa”. Opisu dokonano na podstawie pojedynczej inkluzji samca w bursztynie. Odnaleziono go w formacji Escucha, w okolicy wsi Peñacerrada na terenie hiszpańskiej prowincji Álava. Pochodzi z późnego albu w kredzie. Oznaczony jako MCNA-10656 holotyp zdeponowano w Museo de Ciencias Naturales de Álava. Epitet gatunkowy nadano na cześć polskiej hemipterolog Barbary Lis. Nowy rodzaj sklasyfikowano w monotypowej rodzinie Hispanocaderidae, w obrębie nadrodziny Tingoidea. Do nadrodziny tej należą jeszcze współczesne prześwietlikowate i Vianaididae oraz wyłącznie kredowe Ignotingidae i Ebboidae.

## Morfologia
Pluskwiak ten miał ciało długości 2,9 mm i szerokości 1,15 mm, od spodu brązowo ubarwione. Głowa była silnie spłaszczona grzbietobrzusznie, a wskutek wydłużenia części przedocznej była wyraźnie dłuższa niż szeroka. Jej ubarwienie było czarne, a oskórek nagi, pozbawiony makroskopowych szczecinek. Wierzch głowy był wklęśnięty. Czoło miało parę niskich guzków stożkowatego kształtu, a w przedniej części także pośrodkowe żeberko podłużne. Duże oczy złożone pokrywały znaczną część spodniej strony głowy. Z kolei na jej wierzchu umieszczona była para przyoczek. Guzki czułkowe były niskie. Długie i cienkie czułki budowały cztery człony, z których pierwszy był bardzo krótki, drugi najdłuższy, a ostatni porośnięty długimi i cienkimi włoskami. Po bokach nadustka znajdowały się krótkie, lekko ku przodowi zbieżne i szeroko na przedzie otwarte bukule. Długą kłujkę budowały cztery człony. Trapezowate przedplecze miało wklęsłe krawędzie przednią i tylną. Boki przedplecza formowały wąskie paranota o drobno areolowanej rzeźbie. Dużych rozmiarów i trójkątnego kształtu tarczka była w całości odsłonięta i miała płaską, grubo punktowaną powierzchnię oraz spiczasty wierzchołek. Półpokrywy były prawie kompletnie wykształcone (submakropteryczne), sięgały czubka odwłoka i miały areolowaną powierzchnię podzieloną podłużnymi żyłkami na części kostalną, subkostalną, dyskoidalną i przyszwową, te dwie ostatnie podzielone są na komórki żyłkami poprzecznymi. Na spodzie nasady półpokrywy występował krótki rowek poprzeczny. Wspólny odcinek żyłki radialnej i medialnej nie zbiegał się w wierzchołkowej części półpokryw z żyłką kubitalną przednią. Międzykrywka oddzielona była od przykrywki wyraźnym załamaniem. Wąska zakrywka miała na większości długości po cztery rzędy areoli, a poza tym pojedynczą areolę piątego rzędu. Na przedpiersiu, śródpiersiu i zapiersiu brak było listewek ograniczających miejsce spoczynkowe kłujki. Gruczoły zapachowe zatułowia otwierały się na jego epimerytach. Ujście gruczołu miało postać dołeczka, od którego biegł ku przodowi prosty rowek sięgający do nasady półpokrywy. Długie i smukłe odnóża wieńczyły dwuczłonowe stopy. Biodra pierwszej i ostatniej pary leżały blisko siebie, natomiast środkowej pary były dość znacząco od siebie oddalone. Segmenty odwłoka odznaczały się szerokimi laterotergitami oddzielonymi od sąsiednich sklerytów szwami grzbietowymi i brzusznymi.

## Paleoekologia
Formacja Escucha wchodzi w skład Baskijsko-Kantabryjskiego basenu sedymentacyjnego. Tereny te w kredzie wczesnej porastały lasy iglaste utworzone przez drzewa z rodziny araukariowatych, cyprysowatych i Cheirolepidiaceae. W ich bujnym podszycie rośli przedstawiciele widłaków, paproci (zwłaszcza z rodzin szparnicowatych, diksoniowatych i olbrzymkowatych), sagowców, benetytów, gniotowców i prymitywnych okrytonasiennych. Stwierdzono także obecność w nich przedstawicieli miłorzębowych, mchów i wątrobowców; w inkluzjach zachowały się także strzępki grzybni, bakterie, szczątki pierwotniaków i piór dinozaurów. Formacja najbardziej znana jest jednak z zapisu obfitej fauny stawonogów. Same stanowiska Peñacerrada I i II tylko do 2007 roku dostarczyły około 2300 inkluzji tych zwierząt. Znajdują się wśród nich skorupiaki z rzędów kleszczug i równonogów, pajęczaki z rzędów zaleszczotków, Prostigmata, mechowców i pająków oraz wiele rodzin skoczogonków z rzędów zrosłopierścieniowych i Entomobryomorpha. Najliczniej reprezentowane są jednak owady. W inkluzjach znaleźć można m.in. przerzutki, karaczany, skorki, prostoskrzydłe, psotniki, wciornastki, pluskwiaki, chrząszcze, sieciarki, błonkoskrzydłe, motyle i muchówki.